# Vènets
|  | No s'ha de confondre amb Vènets (gals) o Vennenses. |

Els vènets de l'edat antiga, o paleovènets, foren un poble d'arrel il·líria que vivien a l'est de la Gàl·lia Cisalpina i després (al començament de l'Imperi) a la província de Venetia.
Se suposa que els vènets van substituir els eugans (Euganei), i alguns (Estrabó) els fan d'origen gal i parents dels vènets d'Armòrica, i d'altres (Tàcit) els fan d'origen sàrmata; fins i tot, alguns suposen que deriven dels mítics genetis o enetis esmentats per Homer a la Ilíada com a habitants de Paflagònia. Les investigacions modernes han establert que es tractava d'un poble il·liri, cosa que ja havia indicat Heròdot.
Eren un poble comerciant i se sap que tenien uns cavalls excel·lents.
El 215 aC van signar una aliança amb Roma, aliança a la qual van restar fidels; per contra, els romans van lluitar sovint contra els carns i istris fins que van establir (181 aC) la colònia d'Aquileia. Els veneti (vènets) foren inclosos en la província de la Gàl·lia Cisalpina, i probablement van obtenir la ciutadania romana el 49 aC, al mateix temps que la Gàl·lia Transpadana.
Sota l'imperi d'August, la regió anomenada Venetia, que administrativament incloïa el país dels carns, juntament amb la regió d'Ístria, fou inclosa a la regió dècima. Les diferències entre vènets i carns, a mesura que va avançar la romanització, van desaparèixer. La província de Venetia i Ístria va subsistir fins a la fi de l'Imperi amb capital a Aquileia.
La regió fou escenari de lluites entre emperadors: Maximí el Traci va morir a Aquileia el 238; a la vora del riu Alsa (avui Avsa), el jove Constantí II va ser derrotat i mort el 340; el 388 van lluitar allí Màxim i Teodosi el Gran; i el 425 van lluitar l'usurpador Joannes i els generals de Teodosi II el Jove. El 489, Odoacre fou derrotat pel rei ostrogot Teodoric a la riba del Sontius (Isonzo).
La ciutat principal dels vènets fou Patavium (Pàdua), i després Aquileia (colònia romana). Verona també n'era una ciutat important, i altres ciutats n'eren Concordia, Altinum i Forum Julii.

## Etimologia
Segons Julius Pokorny, l'etnònim Veneti (singular *Venetos) deriva de l'arrel protoindoeuropea *wen- 'esforçar-se; desitjar, estimar'. Tal com demostra el material comparatiu, les llengües germàniques tenien dos termes de diferent origen: l'alt alemany antic Winida 'Wende' apunta al pregermànic *Wenétos, mentre que el llatí i germànic Venedi (tal com va atestar Tàcit) i l'anglès antic Winedas 'Wends' venen del pregermànic *Wenetós. Alguns mots etimològicament relacionats són el llatí venus, -eris 'amor, passió, gràcia'; sànscrit vanas- 'luxúria, gust', vani- 'desitjar, desig'; irlandès antic fine (< protocelta *venjā) 'parentiu, parent, aliança, tribu, família'; nòrdic antic vinr, saxó antic, alt alemany antic wini, frisó antic, anglès antic wine 'amic'.